# Ипута
Ипута — село в Гергебильского района Дагестана. Входит в состав сельского поселения "Сельский совет "Кикунинский"".

## Географическое положение
Расположено в 8 км к юго-западу от села Гергебиль.

## Население
| 1926 | 1939 | 1970 | 1989 | 2002 | 2010 | 2021 |
| ---- | ---- | ---- | ---- | ---- | ---- | ---- |
| 217  | ↗293 | ↘168 | ↘103 | ↗106 | ↘98  | ↘88  |

Моноэтническое аварское село.

## История
Село ликвидировано в 1944 году в связи с переселением жителей в Андалалский район (с. Ипута (Бетти-Мохк). Восстановлено в 1954 г.